# Aziende di trasporto pubblico italiane
Le aziende di trasporto pubblico italiane sono quelle società (sia pubbliche che private) che svolgono in Italia servizi di trasporto pubblico locale in base a specifici contratti di servizio.

## Generalità
Le attuali aziende derivano perlopiù dalle società che gestivano le diligenze (impiegate per il trasporto postale e di persone alla fine del '700) e dalle imprese di omnibus, e successivamente di tranvie, diffuse nell'800 in tutta Europa.
Lo strumento con cui lo Stato affidava servizi pubblici a soggetti terzi è la concessione governativa, disciplinata dalla legge 1822/1939.
La tendenza al decentramento nel settore dei servizi di trasporto pubblico ebbe un primo impulso grazie al decreto presidenziale 14 gennaio 1972, n. 5, con cui venne disposto il trasferimento alle Regioni a statuto ordinario delle funzioni amministrative statali in materie di tramvie e linee automobilistiche di interesse regionale.
Con il successivo d.p.r. 24 luglio 1977, n. 616 furono attribuiti alle Regioni compiti di programmazione. Le condizioni generali del trasporto pubblico risultavano tuttavia scadenti, con scarsi investimenti, diminuzione della domanda, deficit di gestione sempre crescenti. Si assisteva, in quegli anni al continuo aumento dei disavanzi delle aziende pubbliche, risanati "a piè di lista" con conseguente aumento del debito pubblico.
Per ovviare a tale situazione venne approvata la legge 10 aprile 1981 n. 151, una riforma organica del settore che affermava il principio di sussidiarietà: le Regioni erano chiamate a delegare le proprie funzioni amministrative agli enti locali. Le modalità di gestione dei servizi di trasporto pubblico locale erano individuate nella gestione diretta, in economia, con assunzione diretta del servizio da parte dell’Ente pubblico, oppure tramite azienda speciale, e nella gestione indiretta, mediante concessione. Gli obiettivi strategici di tale riforma rimasero ancora una volta disattesi sia per la mancanza di strumenti economici da parte delle Regioni, sia per i ritardi nella predisposizione dei piani di trasporto e nella definizione dei parametri sui quali procedere al computo dei costi.
La maggior parte di esse è nata come società a capitale privato, ad opera di imprenditori locali che avevano riconvertito al trasporto di passeggeri la propria attività di trasporto, o grazie all'investimento di grandi multinazionali, soprattutto nel secondo dopoguerra e prevalentemente in ambito urbano.
Molte di aziende furono trasformate in enti pubblici mediante la cosiddetta "municipalizzazione", con una riforma che si prefisse di riorganizzare l'intero settore ma comportò una pesante situazione economica dovuta al risanamento "a piè di lista" con conseguente aumento del debito pubblico. Una successiva riorganizzazione del settore avviata nei primi anni duemila sulla scorta delle direttive europee sulla liberalizzazione dei servizi pubblico comportò nuovamente la trasformazione di quasi tutte le realtà del settore in società di diritto privato, ancorché controllata in misura più o meno estesa da enti locali.
Ad oggi la quasi totalità delle aziende di trasporto pubblico aderisce a due federazioni di categoria che rispecchiano in parte la diversa storia dei propri soci:
- ANAV (Associazione Nazionale Autotrasporto Viaggiatori), nata nel 2000 dalla fusione fra le precedenti ANAC e ENAT, ha fra i propri iscritti le società storicamente a capitale privato, impegnate per lo più nei servizi interurbani ed extraurbani.[3]
- ASSTRA (Associazione Trasporti), nata nel 2000 dalla fusione fra le precedenti Federtrasporti e FENIT, ha fra i propri iscritti le società precedentemente "pubbliche", impegnate per lo più nei servizi urbani, suburbani e ferroviari.[4][5]

## Fusioni, raggruppamenti e consorzi
L'accresciuto potere di indirizzo in mano alle Regioni dato dalle riforme sopra citate e le dinamiche di graduale apertura alla concorrenza per il mercato nel settore dei servizi pubblici, con la relativa emanazione di gare di affidamento, ha favorito fenomeni di aggregazione fra aziende e la creazione di consorzi temporanei per lo svolgimento di servizi su specifici bacini.
Qualche esempio:
- In Abruzzo nel 2015 le aziende ARPA, GTM e Sangritana si sono fuse costituendo la TUA (Società Trasporto Unico Abruzzese).
- In Campania nel 2012, MetroCampania NordEst, SEPSA e Circumvesuviana sono state incorporate in Ente Autonomo Volturno, mentre nel 2013 Metronapoli e Napolipark sono state assorbite da ANM, controllata dal Comune di Napoli.[7][8]
- In Emilia-Romagna le aziende del TPL emiliano si sono aggregate in tre grandi aziende: Start Romagna (AVM, TRAM e ATM), Società Emiliana Trasporti Autofiloviari (TEMPI, ATCM e ACT) e Trasporto Passeggeri Emilia-Romagna (ATC, ACFT e FER).[9][10][11][12]
- Nel Lazio, a Roma, ATAC ha assorbito Met.Ro. e Trambus, venendo poi affiancata dal consorzio Roma TPL nel 2010.[13]
- In Lombardia consorzi quali CTPI, Trasporti Brescia Nord, Trasporti Brescia Sud, Autoguidovie e Movibus si sono costituiti fra le preesistenti aziende che operavano sul territorio al fine di gestire i lotti di servizio messi a gara dalla Regione Lombardia nel 2008.[14]
- In Molise le aziende di trasporto extraurbano SATI e Larivera si erano fuse nella temporanea ATM, la quale ha poi integrato Molise Trasporti. Nel 2014, la SATI è tornata ad essere autonoma.
- In Piemonte si sono costituiti dei consorzi per la gestione dei servizi di competenza provinciale, questi consorzi raggruppano tutte le aziende (pubbliche e private) che erano già concessionarie del servizio. In particolare nella Città metropolitana di Torino (ex Provincia di Torino) è attivo il consorzio Extra.To che gestisce tutte le linee extraurbane di competenza della Città metropolitana, mentre nella Provincia di Cuneo è nato il Consorzio Granda Bus che gestisce le linee extraurbane provinciali e il trasporto urbano di Cuneo.
- In Puglia è attivo dal 2003 il Cotrap (Consorzio Trasporti Aziende Pugliesi), che unisce 72 aziende della regione.
- In Toscana erano attive due aggregazioni denominate CTT Nord e Tiemme Toscana Mobilità, nel quadro di una politica condotta dalla Regione che mira dichiaratamente anch'essa ad un'azienda unica, selezionata tramite gara[15], come in Emilia-Romagna. Frattanto dal 2005, in seguito alle gare indette per l'affidamento del servizio di trasporto pubblico locale, sono stati individuati 14 lotti assegnati a 11 società consortili a responsabilità limitata e a 3 soggetti unici. Dal 1º novembre 2021 la totalità del servizio di trasporto pubblico regionale è passato alla nuova società Autolinee Toscane.
- In Trentino-Alto Adige operano tre aziende di trasporto pubblico: SASA SpA AG responsabile delle linee urbane ed extraurbane e SAD Bahn AG operante sulla linea ferroviaria del Brennero insieme a Trenitalia nella Provincia Autonoma di Bolzano mentre Trentino Trasporti Esercizio SpA opera nella Provincia Autonoma di Trento le linee urbane ed extraurbane oltre alla ferrovia Trento-Malè.
- In Umbria nel 2010 si è completato il processo di aggregazione delle aziende ATC (Terni), APM (Perugia), SSIT (Spoleto) e Ferrovia Centrale Umbra che ha dato vita a un soggetto unico denominato Umbria Mobilità.[16]
- In Veneto, nelle province di Padova e Rovigo, sono stati concentrati in Busitalia Veneto i servizi urbani ed extraurbani svolti precedentemente da APS e da SITA. Inoltre si è conclusa la fusione tra AMT Verona e APTV, generando così Azienda Trasporti Verona, poi la fusione tra le aziende della provincia di Treviso: ACTT, La Marca, ATM e CTM unitesi in Mobilità di Marca e la fusione delle aziende FTV e AIM Mobilità in Società Vicentina Trasporti.

## Servizi
Nell'indicazione dei servizi svolti da ciascuna azienda, per quanto riguarda le autolinee si fa riferimento alla normativa nazionale (decreto ministeriale 18 aprile 1977 e successive modifiche ed integrazioni con il decreto ministeriale 14 gennaio 1983, decreti ministeriali 13 giugno 1983, 29 giugno 1986, 21 luglio 1989, 18 settembre 1991 e 24 luglio 2002) che distingue, a seconda delle caratteristiche tecniche, gli autobus e i minibus destinati al servizio pubblico di linea nelle seguenti tipologie, in base al tipo di trasporto effettuato:
- "urbano" (con sedili e spazi destinati ai passeggeri in piedi) - Fino all'entrata in vigore del decreto ministeriale 1º giugno 2001 la colorazione obbligatoria per i veicoli impegnati in tali servizi era il giallo arancio (due toni di verde fino al 1972).
- "suburbano" (con sedili, spazi destinati ai passeggeri in piedi e posti a sedere non inferiori a una determinata percentuale) - Fino all'entrata in vigore del decreto ministeriale 1º giugno 2001 la colorazione obbligatoria per i veicoli impegnati in tali servizi era il giallo arancio
- "interurbano" ed "extraurbano" (con sedili e passeggeri in piedi su brevi percorsi con fermate ravvicinate e possibilità di trasportare nel corridoio di circolazione e posti a sedere non inferiori a una determinata percentuale) - Fino all'entrata in vigore del decreto ministeriale 1º giugno 2001 la colorazione obbligatoria per i veicoli impegnati in tali servizi era l'azzurro per i servizi a concessione regionale (interurbani) e il rosso per quelli a concessione statale (extraurbani)
- "granturismo" (senza spazi per il trasporto di passeggeri in piedi) - Fino all'entrata in vigore del decreto ministeriale 1º giugno 2001 la colorazione obbligatoria per i veicoli impegnati in tali servizi era a due fasce celeste e grigio chiaro.

## Elenco delle principali aziende
Il presente elenco riporta unicamente le aziende attive, escludendo dunque quelle che nel tempo si sono succedute. Fra i servizi sono indicati solo quelli di trasporto pubblico persone in base a contratti di servizio, con l'esclusione dunque del noleggio con conducente o l'offerta di altri servizi di mobilità (biciclette a noleggio, sosta a pagamento, eccetera).
| Regione               | Bacino                                  | Azienda (Gruppo)                                | Servizi                                                                                         |
| --------------------- | --------------------------------------- | ----------------------------------------------- | ----------------------------------------------------------------------------------------------- |
| Abruzzo               | Regionale                               | Società Unica Abruzzese di Trasporto            | Autolinee suburbane                                                                             |
| Abruzzo               | Chieti                                  | La Panoramica                                   | Autolinee e filovie urbane e suburbane                                                          |
| Abruzzo               | L'Aquila                                | Azienda Mobilità Aquilana                       | Autolinee urbane e suburbane                                                                    |
| Abruzzo               | Pescara                                 | Società Unica Abruzzese di Trasporto            | Autolinee urbane e suburbane                                                                    |
| Abruzzo               | Teramo                                  | STAUR (Baltour)                                 | Autolinee urbane e suburbane                                                                    |
| Basilicata            | Matera                                  | CASAM                                           | Autolinee urbane e suburbane                                                                    |
| Basilicata            | Potenza                                 | COTRAB                                          | Autolinee urbane e suburbane                                                                    |
| Calabria              | Catanzaro                               | AMC                                             | Autolinee urbane e suburbane                                                                    |
| Calabria              | Catanzaro                               | Ferrovie della Calabria                         | Autolinee suburbane e interurbane, servizi ferroviari                                           |
| Calabria              | Cosenza                                 | AMACO                                           | Autolinee urbane e suburbane                                                                    |
| Calabria              | Cosenza                                 | Consorzio Autolinee T.P.L.                      | Autolinee urbane, suburbane e interurbane                                                       |
| Calabria              | Crotone                                 | Autolinee Romano                                | Autolinee urbane, suburbane, interurbane ed extraurbane                                         |
| Calabria              | Reggio Calabria                         | ATAM                                            | Autolinee urbane e suburbane                                                                    |
| Calabria              | Reggio Calabria                         | Federico Autolinee                              | Autolinee suburbane, interurbane ed extraurbane                                                 |
| Calabria              | Reggio Calabria                         | Autolinee Tripodi                               | Autolinee suburbane                                                                             |
| Campania              | Avellino                                | AIR Campania                                    | Autolinee extraurbane, interprovinciali, interregionali e statali, funicolare                   |
| Campania              | Avellino                                | Sita Sud                                        |                                                                                                 |
| Campania              | Benevento                               | Ciampi                                          |                                                                                                 |
| Campania              | Benevento                               | ETAC                                            | Autolinee urbane e suburbane                                                                    |
| Campania              | Benevento                               | Mazzone TS                                      |                                                                                                 |
| Campania              | Benevento                               | Sellitto                                        |                                                                                                 |
| Campania              | Benevento                               | Sita Sud                                        | Autolinee urbane, suburbane, interurbane e interregionali                                       |
| Campania              | Benevento                               | AIR Campania                                    |                                                                                                 |
| Campania              | Caserta                                 | AIR Campania                                    | Autolinee urbane, interurbane e interregionali                                                  |
| Campania              | Napoli                                  | Azienda Napoletana Mobilità                     | Autolinee, filovie e tranvie urbane e suburbane                                                 |
| Campania              | Napoli                                  | Ente Autonomo Volturno                          | Servizi ferroviari, autolinee urbane e interurbane, funivia del Faito                           |
| Campania              | Napoli                                  | Sita Sud                                        |                                                                                                 |
| Campania              | Napoli                                  | AIR Campania                                    |                                                                                                 |
| Campania              | Salerno                                 | Busitalia Campania (Busitalia - Sita Nord)      | Autolinee urbane, suburbane e interurbane                                                       |
| Campania              | Salerno                                 | Sita Sud                                        |                                                                                                 |
| Campania              | Salerno                                 | AIR Campania                                    |                                                                                                 |
| Emilia-Romagna        | Bologna                                 | Trasporto Passeggeri Emilia-Romagna             | Autolinee e filovie urbane, suburbane e interurbane, servizi ferroviari                         |
| Emilia-Romagna        | Bologna                                 | Autoguidovie                                    | Autolinee interurbane                                                                           |
| Emilia-Romagna        | Cesena                                  | Start Romagna                                   | Autolinee urbane, suburbane e interurbane                                                       |
| Emilia-Romagna        | Ferrara                                 | Trasporto Passeggeri Emilia-Romagna             | Autolinee urbane, suburbane e interurbane, servizi ferroviari                                   |
| Emilia-Romagna        | Forlì                                   | Start Romagna                                   | Autolinee urbane, suburbane e interurbane                                                       |
| Emilia-Romagna        | Forlì                                   | Cooperativa trasporti Riolo Terme               | Autolinee interurbane                                                                           |
| Emilia-Romagna        | Modena                                  | Società Emiliana Trasporti Autofiloviari        | Autolinee e filovie urbane, suburbane e interurbane                                             |
| Emilia-Romagna        | Modena                                  | Trasporto Passeggeri Emilia-Romagna             | Autolinee interurbane                                                                           |
| Emilia-Romagna        | Parma                                   | TEP                                             | Autolinee e filovie urbane, suburbane e interurbane                                             |
| Emilia-Romagna        | Piacenza                                | Società Emiliana Trasporti Autofiloviari        | Autolinee urbane, suburbane e interurbane                                                       |
| Emilia-Romagna        | Ravenna                                 | Start Romagna                                   | Autolinee urbane, suburbane e interurbane                                                       |
| Emilia-Romagna        | Ravenna                                 | Cooperativa trasporti Riolo Terme               | Autolinee interurbane                                                                           |
| Emilia-Romagna        | Ravenna                                 | Trasporto Passeggeri Emilia-Romagna             | Autolinee interurbane                                                                           |
| Emilia-Romagna        | Reggio Emilia                           | Società Emiliana Trasporti Autofiloviari        | Autolinee urbane, suburbane e interurbane                                                       |
| Emilia-Romagna        | Rimini                                  | Start Romagna                                   | Autolinee e filovie urbane, suburbane e interurbane                                             |
| Friuli-Venezia Giulia | Regionale                               | TPL FVG                                         | Autolinee urbane, suburbane e interurbane                                                       |
| Friuli-Venezia Giulia | Gorizia                                 | APT                                             | Autolinee urbane, suburbane e interurbane                                                       |
| Friuli-Venezia Giulia | Pordenone                               | ATAP                                            | Autolinee urbane, suburbane e interurbane                                                       |
| Friuli-Venezia Giulia | Trieste                                 | Trieste Trasporti (Arriva)                      | Autolinee e tranvie urbane, suburbane e interurbane                                             |
| Friuli-Venezia Giulia | Udine                                   | FUC                                             | Servizi ferroviari                                                                              |
| Friuli-Venezia Giulia | Udine                                   | SAF (Arriva)                                    | Autolinee urbane, suburbane e interurbane                                                       |
| Lazio                 | Regionale                               | Cotral                                          | Autolinee interurbane e interregionali, servizio ferroviario                                    |
| Lazio                 | Frosinone                               | Cialone Tour                                    | Autolinee urbane, suburbane e interurbane                                                       |
| Lazio                 | Latina                                  | Csc mobilità                                    | Autolinee urbane, suburbane e interurbane                                                       |
| Lazio                 | Rieti                                   | ASM                                             | Autolinee urbane e suburbane                                                                    |
| Lazio                 | Roma                                    | ATAC                                            | Autolinee, tranvie, filovie urbane e suburbane, metropolitana, servizi ferroviari               |
| Lazio                 | Viterbo                                 | Francigena                                      | Autolinee urbane e suburbane                                                                    |
| Liguria               | Genova                                  | AMT                                             | Autolinee urbane e provinciali, filovie urbane, impianti speciali, metropolitana                |
| Liguria               | Genova                                  | ATP Esercizio                                   | Autolinee suburbane e interurbane (servizio effettuato dal 01/01/21 da AMT Genova)              |
| Liguria               | Imperia                                 | Riviera Trasporti                               | Autolinee e filovie urbane, suburbane e interurbane                                             |
| Liguria               | Imperia                                 | RTL (Arriva)                                    | Autolinee suburbane e interurbane                                                               |
| Liguria               | La Spezia                               | ATC                                             | Autolinee e filovie urbane, suburbane e interurbane, impianti speciali                          |
| Liguria               | Savona                                  | TPL Linea                                       | Autolinee urbane, suburbane e interurbane                                                       |
| Lombardia             | Bergamo                                 | Azienda Trasporti Bergamo                       | Autolinee urbane, suburbane e interurbane                                                       |
| Lombardia             | Bergamo                                 | S.A.I. Treviglio                                | Autolinee interurbane                                                                           |
| Lombardia             | Bergamo                                 | Società autolinee interprovinciali (Gruppo SAI) | Autolinee suburbane e interurbane                                                               |
| Lombardia             | Bergamo                                 | Tramvie Elettriche Bergamasche                  | Linee tranviarie                                                                                |
| Lombardia             | Bergamo                                 | SAB autoservizi (Arriva)                        | Autolinee interurbane                                                                           |
| Lombardia             | Bergamo                                 | Gruppo Locatelli                                | Autolinee suburbane e interurbane                                                               |
| Lombardia             | Brescia                                 | Brescia Trasporti (Brescia Mobilità)            | Autolinee urbane, suburbane e interurbane                                                       |
| Lombardia             | Brescia                                 | Metro Brescia (Brescia Mobilità)                | Metropolitana                                                                                   |
| Lombardia             | Brescia                                 | SAIA (Arriva)                                   | Autolinee suburbane e interurbane                                                               |
| Lombardia             | Brescia                                 | SIA (Arriva)                                    | Autolinee suburbane e interurbane                                                               |
| Lombardia             | Cremona - Mantova                       | Autoguidovie                                    |                                                                                                 |
| Lombardia             | Cremona - Mantova                       | APAM                                            | Autolinee urbane, suburbane e interurbane                                                       |
| Lombardia             | Cremona - Mantova                       | LINE                                            |                                                                                                 |
| Lombardia             | Cremona - Mantova                       | KM (Arriva)                                     | Autolinee urbane, suburbane e interurbane                                                       |
| Lombardia             | Como - Lecco - Varese                   | ASF Autolinee (Arriva)                          | Autolinee urbane, suburbane e interurbane                                                       |
| Lombardia             | Como - Lecco - Varese                   | Linee Lecco                                     | Autolinee urbane                                                                                |
| Lombardia             | Como - Lecco - Varese                   | SAL (Arriva)                                    | Autolinee suburbane e interurbane                                                               |
| Lombardia             | Como - Lecco - Varese                   | Spreafico                                       | Autolinee interurbane                                                                           |
| Lombardia             | Como - Lecco - Varese                   | Autolinee Varesine (CTPI)                       | Autolinee suburbane e interurbane                                                               |
| Lombardia             | Como - Lecco - Varese                   | Autoservizi Morandi                             | Autolinee suburbane e interurbane                                                               |
| Lombardia             | Como - Lecco - Varese                   | Castano Turismo                                 | Autolinee suburbane e interurbane                                                               |
| Lombardia             | Sondrio                                 | STPS                                            | Autolinee urbane e suburbane                                                                    |
| Lombardia             | Milano - Monza e Brianza - Lodi - Pavia | Air Pullman                                     | Autolinee suburbane e interurbane                                                               |
| Lombardia             | Milano - Monza e Brianza - Lodi - Pavia | ATM                                             | Autolinee, filovie e tranvie urbane, suburbane e interurbane, metropolitana, servizi ferroviari |
| Lombardia             | Milano - Monza e Brianza - Lodi - Pavia | Autoguidovie                                    | Autolinee urbane, suburbane e interurbane                                                       |
| Lombardia             | Milano - Monza e Brianza - Lodi - Pavia | Forti Autoservizi                               |                                                                                                 |
| Lombardia             | Milano - Monza e Brianza - Lodi - Pavia | LINE                                            | Autolinee urbane, suburbane e interurbane                                                       |
| Lombardia             | Milano - Monza e Brianza - Lodi - Pavia | Movibus                                         | Autolinee suburbane e interurbane                                                               |
| Lombardia             | Milano - Monza e Brianza - Lodi - Pavia | Nord Est Trasporti                              | Autolinee suburbane e interurbane                                                               |
| Lombardia             | Milano - Monza e Brianza - Lodi - Pavia | Migliavacca                                     | Collegamento con aeroporti                                                                      |
| Lombardia             | Milano - Monza e Brianza - Lodi - Pavia | S.A.I. Treviglio                                | Autolinee urbane e interurbane                                                                  |
| Marche                | Ancona - Macerata                       | Conerobus                                       | Autolinee e filovie urbane, suburbane e interurbane                                             |
| Marche                | Ancona - Macerata                       | Reni Autolinee                                  | Autolinee suburbane e interurbane                                                               |
| Marche                | Ancona - Macerata                       | Bucci F.lli                                     | Autolinee urbane, suburbane e interurbane                                                       |
| Marche                | Ancona - Macerata                       | Contram                                         | Autolinee urbane, suburbane e interurbane                                                       |
| Marche                | Ancona - Macerata                       | Crognaletti                                     | Autolinee interurbane                                                                           |
| Marche                | Ancona - Macerata                       | SACSA                                           | Autolinee interurbane                                                                           |
| Marche                | Ancona - Macerata                       | Vitali Autolinee                                | Autolinee interurbane                                                                           |
| Marche                | Ancona - Macerata                       | SAP Viaggi                                      | Autolinee suburbane e interurbane                                                               |
| Marche                | Ascoli Piceno                           | Start                                           | Autolinee urbane, suburbane e interurbane                                                       |
| Marche                | Ascoli Piceno                           | Madebus                                         | Autolinee suburbane e interurbane                                                               |
| Marche                | Ascoli Piceno                           | Massi Dario                                     | Autolinee suburbane e interurbane                                                               |
| Marche                | Ascoli Piceno                           | Santini Bus                                     | Autolinee suburbane e interurbane                                                               |
| Marche                | Fermo                                   | Steat                                           | Autolinee urbane, suburbane e interurbane                                                       |
| Marche                | Fermo                                   | Ciuccarelli Autolinee e Turismo                 | Autolinee interurbane                                                                           |
| Marche                | Fermo                                   | Portesi Autoservizi                             | Autolinee interurbane                                                                           |
| Marche                | Fermo                                   | Virgilio Autolinee                              | Autolinee interurbane                                                                           |
| Marche                | Pesaro e Urbino                         | AMI                                             | Autolinee urbane, suburbane e interurbane                                                       |
| Marche                | Pesaro e Urbino                         | Vitali Autolinee                                | Autolinee suburbane e interurbane                                                               |
| Marche                | Pesaro e Urbino                         | Baldelli Boezio Autolinee                       | Autolinee interurbane                                                                           |
| Marche                | Pesaro e Urbino                         | Bucci F.lli                                     | Autolinee interurbane                                                                           |
| Marche                | Pesaro e Urbino                         | Capponi Autolinee                               | Autolinee interurbane                                                                           |
| Molise                | Regionale                               | ATM                                             |                                                                                                 |
| Molise                | Regionale                               | SATI                                            |                                                                                                 |
| Molise                | Campobasso                              | SEAC                                            | Autolinee urbane e suburbane                                                                    |
| Piemonte              | Alessandria                             | AMAG Mobilità (LINE)                            | Autolinee urbane                                                                                |
| Piemonte              | Alessandria                             | Autostradale                                    | Autolinee suburbane e interurbane                                                               |
| Piemonte              | Asti                                    | Asti Servizi Pubblici                           | Autolinee urbane, suburbane e interurbane                                                       |
| Piemonte              | Biella                                  | ATAP                                            | Autolinee urbane, suburbane e interurbane                                                       |
| Piemonte              | Cuneo                                   | STP                                             | Autolinee urbane e Conurbazione di Cuneo                                                        |
| Piemonte              | Novara                                  | SUN Novara                                      | Autolinee urbane, suburbane e interurbane                                                       |
| Piemonte              | Torino                                  | GTT                                             | Autolinee e tranvie urbane, suburbane e interurbane, metropolitana e servizi ferroviari         |
| Piemonte              | Torino                                  | Sadem (Arriva)                                  | Autolinee urbane, suburbane e interurbane                                                       |
| Puglia                | Bari                                    | AMTAB                                           | Autolinee urbane e suburbane                                                                    |
| Puglia                | Bari                                    | Ferrovie del Sud Est                            | Autolinee suburbane e interurbane, servizi ferroviari                                           |
| Puglia                | Bari                                    | Ferrotramviaria                                 | Autolinee suburbane e interurbane, servizi ferroviari                                           |
| Puglia                | Barletta                                | Ferrotramviaria                                 | Autolinee suburbane e interurbane, servizi ferroviari                                           |
| Puglia                | Trani                                   | STP Bari                                        | Autolinee suburbane e interurbane                                                               |
| Puglia                | Brindisi                                | STP                                             | Autolinee suburbane e interurbane                                                               |
| Puglia                | Brindisi                                | Ferrovie del Sud Est                            | Autolinee suburbane e interurbane, servizi ferroviari                                           |
| Puglia                | Foggia                                  | ATAF                                            | Autolinee urbane, suburbane e interurbane                                                       |
| Puglia                | Foggia                                  | Ferrovie del Gargano                            | Autolinee suburbane e interurbane, servizi ferroviari                                           |
| Puglia                | Lecce                                   | SGM                                             | Autolinee e filovie urbane, suburbane e interurbane                                             |
| Puglia                | Lecce                                   | Ferrovie del Sud Est                            | Autolinee suburbane e interurbane, servizi ferroviari                                           |
| Puglia                | Taranto                                 | KYMA Mobilità                                   | Autolinee urbane, suburbane, interurbane e idrovie                                              |
| Puglia                | Taranto                                 | Ferrovie del Sud Est                            | Autolinee suburbane e interurbane, servizi ferroviari                                           |
| Sardegna              | Cagliari                                | ARST                                            | Autolinee urbane, suburbane e interurbane, servizi ferroviari e tranviari                       |
| Sardegna              | Cagliari                                | CTM                                             | Autolinee e filovie urbane e suburbane                                                          |
| Sardegna              | Sud Sardegna                            | ARST                                            | Autolinee urbane, suburbane e interurbane, servizi ferroviari e tranviari                       |
| Sardegna              | Nuoro                                   | ATP Nuoro                                       | Autolinee urbane e suburbane                                                                    |
| Sardegna              | Oristano                                | ARST                                            | Autolinee urbane, suburbane e interurbane, servizi ferroviari e tranviari                       |
| Sardegna              | Sassari                                 | ARST                                            | Autolinee urbane, suburbane e interurbane, servizi ferroviari e tranviari                       |
| Sardegna              | Sassari                                 | ATP                                             | Autolinee urbane e suburbane                                                                    |
| Sicilia               | Catania                                 | AMTS                                            | Autolinee urbane, suburbane e interurbane                                                       |
| Sicilia               | Catania                                 | Etna Trasporti                                  | Autolinee suburbane e interurbane                                                               |
| Sicilia               | Catania                                 | Ferrovia Circumetnea                            | Servizi ferroviari, metropolitana                                                               |
| Sicilia               | Enna                                    | SAIS Autolinee                                  | Autolinee urbane e suburbane                                                                    |
| Sicilia               | Messina                                 | ATM                                             | Autolinee e tranvie urbane, suburbane e interurbane                                             |
| Sicilia               | Palermo                                 | AMAT                                            | Autolinee e tranvie urbane, suburbane e interurbane                                             |
| Sicilia               | Ragusa                                  | Azienda Siciliana Trasporti                     | Autolinee interurbane                                                                           |
| Sicilia               | Siracusa                                | Azienda Siciliana Trasporti                     | Autolinee interurbane                                                                           |
| Sicilia               | Trapani                                 | ATM                                             | Autolinee urbane, suburbane e interurbane                                                       |
| Toscana               | Arezzo                                  | Trasporto Ferroviario Toscano (TFT)             | Ferrovie Arezzo-Stia e Arezzo-Sinalunga                                                         |
| Toscana               | Arezzo                                  | Autolinee Toscane                               | Autolinee urbane suburbane e interurbane                                                        |
| Toscana               | Carrara                                 | Autolinee Toscane                               | Autolinee urbane, suburbane e interurbane                                                       |
| Toscana               | Firenze                                 | Autolinee Toscane                               | Autolinee urbane, suburbane e interurbane                                                       |
| Toscana               | Firenze                                 | GEST (RATP)                                     | Tranvie urbane e suburbane                                                                      |
| Toscana               | Grosseto                                | Autolinee Toscane                               | Autolinee urbane, suburbane e interurbane                                                       |
| Toscana               | Livorno                                 | Autolinee Toscane                               | Autolinee urbane, suburbane e interurbane                                                       |
| Toscana               | Lucca                                   | Autolinee Toscane                               | Autolinee urbane, suburbane e interurbane                                                       |
| Toscana               | Massa                                   | Autolinee Toscane                               | Autolinee urbane, suburbane e interurbane                                                       |
| Toscana               | Pisa                                    | Autolinee Toscane                               | Autolinee urbane, suburbane e interurbane                                                       |
| Toscana               | Pistoia                                 | Autolinee Toscane                               | Autolinee urbane, suburbane e interurbane                                                       |
| Toscana               | Prato                                   | Autolinee Toscane                               | Autolinee urbane, suburbane e interurbane                                                       |
| Toscana               | Siena                                   | Autolinee Toscane                               | Autolinee urbane, suburbane e interurbane                                                       |
| Trentino-Alto Adige   | Provincia Autonoma di Bolzano           | SASA SpA AG                                     | Autolinee urbane, suburbane, interurbane ed extraurbane.                                        |
| Trentino-Alto Adige   | Provincia Autonoma di Bolzano           | SAD Bahn AG                                     | Linee ferroviarie                                                                               |
| Trentino-Alto Adige   | Provincia Autonoma di Trento            | Trentino Trasporti                              | Autolinee urbane, suburbane, interurbane, extraurbane e servizi ferroviari                      |
| Umbria                | Perugia                                 | Busitalia - Sita Nord (Umbria Mobilità)         | Autolinee urbane, suburbane e interurbane, servizi ferroviari e di navigazione                  |
| Umbria                | Perugia                                 | Minimetrò                                       | Metropolitana (con tecnologia People mover)                                                     |
| Umbria                | Terni                                   | Busitalia - Sita Nord (Umbria Mobilità)         | Autolinee urbane, suburbane e interurbane, servizi ferroviari e di navigazione                  |
| Valle d'Aosta         | Aosta                                   | SVAP                                            | Autolinee urbane                                                                                |
| Veneto                | Belluno                                 | DolomitiBus                                     | Autolinee urbane, suburbane e interurbane                                                       |
| Veneto                | Padova                                  | Busitalia Veneto                                | Autolinee e tranvie urbane e interurbane                                                        |
| Veneto                | Rovigo                                  | Busitalia Veneto                                | Autolinee e tranvie urbane e interurbane                                                        |
| Veneto                | Treviso                                 | MOM                                             | Autolinee urbane, suburbane e interurbane                                                       |
| Veneto                | Venezia                                 | Actv                                            | Autolinee e tranvie urbane, suburbane e interurbane, servizi marittimi                          |
| Veneto                | Venezia                                 | ATVO                                            | Autolinee urbane, suburbane e interurbane                                                       |
| Veneto                | Verona                                  | ATV                                             | Autolinee urbane, suburbane e interurbane                                                       |
| Veneto                | Vicenza                                 | SVT                                             | Autolinee urbane, suburbane e interurbane                                                       |